# Núria Hosta Pascual
Núria Hosta Pascual és una actriu catalana de cinema, televisió i teatre. Està casada amb el cantant de rock mallorquí Llorenç Santamaria.
Estudià a l'Institut del Teatre i va començar en programes de TV3 com Digui, digui i No passa res. El 1985 debutà al cinema a Un parell d'ous de Francesc Bellmunt, però la fama li arribà el 1986 en fer la protagonista de La rossa del bar de Ventura Pons, paper pel que va rebre el premi a la millor actriu dels V Premis de Cinematografia de la Generalitat de Catalunya. Després de fer petits papers a El Lute II: mañana seré libre (1988) tornà a ser protagonista a Què t'hi jugues, Mari Pili? i Els papers d'Aspern (1991). El mateix any, però, va tenir el dubtós honor de ser guardonada amb un dels Premis YoGa a l'actriu pitjor vestida pel seu paper a Lucrecia de Bosco Arochi. Després d'això només ha tornat a aparèixer al cinema en papers secundaris a El perquè de tot plegat (1995) i més recentment a Eloïse (2009).
Més continuïtat ha tingut a la televisió, on ha tingut papers recurrents a sèries de TV3 com Secrets de família (1995), Mirall trencat (2002), Laberint de passions (2006), El cor de la ciutat (2006-2009), Zoo (2008) i La Riera (2016). També ha fet petites aparicions en sèries de canals en castellà com Petra Delicado, El súper (1999), Periodistas (2001) o Hospital Central (2002).
També ha estat habitual al teatre, on ha representat nombroses obres.

## Filmografia
- Un parell d'ous (1985)
- La rossa del bar (1986)
- Més enllà de la passió (1986)
- Al acecho (1987)
- Amanece como puedas (1988)
- Què t'hi jugues, Mari Pili? (1991)
- Els papers d'Aspern (1991)
- Lucrecia (1991)
- El perquè de tot plegat (1995)
- Eloïse (2009)

## Teatre
- El Roig i el Blau (1984), al Teatre Grec de Barcelona.
- La Ronda (1986), dirigida per Mario Gas, al Teatre Romea.
- Tócala otra vez, Sam (1989) dirigida per Ricard Reguant.
- Amor a mitges (1993) amb direcció de Jaume Villanueva
- Catxin dena quin estiu (1997) de Xesc Forteza.
- Dones meves (2000) amb direcció d'Anna Güell.
- Pop Corn (2001) al Teatre Villarroel, amb direcció d'Àngel Alonso.[6]
- El color de l'aigua (2001) dirigida per Maxi Rodríguez, a la Sala Muntaner.
- La vida lluny dels poetes (2009) amb direcció de Josep P. Peyró, al Teatre Principal de Palma.
- Divorci (2013) de Franz Keppler, al Teatre Gaudí.